# 21684 Алінафіокка
21684 Алінафіокка (1999 RR33, 1988 VC4, 21684 Alinafiocca) — астероїд головного поясу, відкритий 4 вересня 1999 року.
Тіссеранів параметр щодо Юпітера — 3,491.